# 1994 у кіно

## Фільми
- Втеча з Шоушенка
- Голий пістолет 33⅓: Остання образа
- Двері в хмари
- Колесо кохання
- Король-лев
- Кримінальне чтиво
- Леон-кілер
- Сила Чудовиськ
- Тінь
- Форрест Гамп

### [[Файл:Flag of Ukraine.svg|border|25px]]Україна

#### Укранімафільм
- Історія одного поросятка

## Персоналії

### Народилися
- 28 січня — Ема Горват, американська акторка.
- 18 лютого — Кантен Дольмер, французький кіноактор.

### Померли
- 1 січня — Сізар Ромеро, американський актор.
- 3 січня — Трегубова Ірина Іллівна, радянський український діяч кіно.
- 5 січня — Вескляров Петро Юхимович, український актор і телеведучий.
- 7 січня:
  - Риков Юрій Панасович, радянський та український звукооператор.
  - Вітторіо Меццоджорно, італійський актор (нар. 1941).
- 10 січня — Ткачук Роман Денисович, російський актор українського походження.
- 14 січня — Естер Ралстон, американська акторка театру, радіо, водевілів та кіно.
- 22 січня — Жан-Луї Барро, французький театральний режисер, актор театру і кіно, мім, теоретик театру (нар. 1910).
- 29 січня — Леонов Євген Павлович, російський і радянський актор театра і кіно.
- 6 лютого:
  - Джозеф Коттен, американський актор.
  - Гаврилко Марина Всеволодівна, радянська і російська акторка театру і кіно.
- 19 лютого:
  - Дерек Джармен, британський кінорежисер-авангардист, сценарист, художник і дизайнер.
  - Одиноков Федір Іванович, радянський і російський актор (нар. 1913).
- 20 лютого — Дружников Володимир Васильович, радянський і російський актор.
- 9 березня — Фернандо Рей, іспанський актор театру, кіно та телебачення.
- 10 березня — Доценко Надія Петрівна, українська акторка театру й кіно.
- 11 березня — Канделакі Володимир Аркадійович, російський актор, співак.
- 12 березня — Лисенко Юрій Семенович, радянський i український кінорежисер, сценарист.
- 15 березня — Руднєв Борис Вікторович, радянський і російський актор театру і кіно.
- 18 березня — Катін-Ярцев Юрій Васильович, російський радянський актор театру і кіно, театральний педагог (нар. 1921).
- 23 березня:
  - Джульєтта Мазіна, італійська акторка.
  - Владимирова Валентина Харлампіївна, радянська і російська акторка театру та кіно.
- 13 квітня — Крючков Микола Опанасович, радянський актор театру і кіно.
- 20 квітня — Жан Карме, французький актор, сценарист.
- 21 квітня — Кеосаян Едмонд Гарегінович, вірменський радянський кінорежисер і сценарист (нар. 1936).
- 25 квітня — Збанацький Юрій Оліферович, український письменник, кінодраматург.
- 28 квітня — Борисов Олег Іванович, радянський та російський актор театру і кіно.
- 29 травня — Михайлов Костянтин Костянтинович, артист театру і кіно.
- 30 травня — Зів Михайло Павлович, радянський російський композитор.
- 17 червня —  Нагибін Юрій Маркович, російський письменник, сценарист.
- 6 липня — Єсипова Раїса Давидівна, російська акторка.
- 8 липня — Крістіан-Жак, французький кінорежисер.
- 23 липня — Максименко Володимир Григорович, український актор нар. 1912).
- 3 серпня — Смоктуновський Інокентій Михайлович, радянський і російський актор театру і кіно.
- 4 серпня — Пономаренко Євген Порфирович, український актор.
- 11 серпня:
  - Чекан Станіслав Юліанович, радянський російський актор.
  - Пітер Кушинг, британський актор.
- 30 серпня — Ліндсі Андерсон, англійський режисер театру й кіно.
- 11 вересня — Джессіка Тенді, англійська акторка.
- 12 вересня — Том Юелл, американський актор.
- 23 вересня — Мадлен Рено, французька акторка театру та кіно.
- 3 жовтня:
  - Заржицька Ганна Яківна, радянська акторка.
  - Обухов Анатолій Матвійович, радянський російський актор театру та кіно (нар. 1935).
  - Гайнц Рюманн, німецький актор, режисер.
- 7 жовтня — Булгакова Майя Григорівна, радянська і російська акторка театру і кіно.
- 12 жовтня — Табачникова-Нятко Поліна Мусіївна, українська радянська акторка, режисерка і театральний педагог.
- 20 жовтня:
  - Берт Ланкастер, актор американського кіно.
  - Бондарчук Сергій Федорович, український актор і режисер (нар. 1920).
- 21 жовтня — Файзієв Латіф Абидович, узбецький кінорежисер.
- 30 жовтня — Львовський Михайло Григорович, російський поет, драматург, публіцист, сценарист.
- 27 листопада — Ніфонтова Руфіна Дмитрівна, радянська, російська акторка театру і кіно.
- 6 грудня — Джан Марія Волонте, італійський актор (нар. 1933).
- 11 грудня:
  - Сова Андрій Корнійович, український актор, гуморист, майстер художнього слова.
  - Кузнєцова Віра Андріївна, радянська і російська акторка театру і кіно.
- 26 грудня — Сільва Кошина, італійська акторка хорватського походження, модель.